# لوتشو باتيستي
لوتشو باتيستي (بالإيطالية: Lucio Battisti)‏ (بودجو بوستوني بمقاطعة رييتي 5 مارس 1943 - ميلانو 9 سبتمبر 1998) مغني مؤلف إيطالي. يعتبر أحد أفضلهم وأوسعهم انتشاراً في تاريخ موسيقى البوب والروك الإيطالي.
بدأ حياته المهنية في عام 1966 وأصدر في الفترة من 1969 إلى 1994 ثمانية عشر البوماً في بلاده. ترجم جزءاً كبيراً من إنتاجه إلى الأسبانية (عدة ألبومات) والإنجليزية (ألبوم واحد). أشتهر بكونه فنان متحفظ للغاية : فقد أقام خلال مسيرته المهنية الناجحة عدد صغير من الحفلات وفي عام 1976 أعلن سيتواصل مع الجمهور فقط من خلال ألبوماته المسجلة بالأستوديو، واختفي تماماً من المشهد العام الإيطالي.

## روابط خارجية
- لوتشو باتيستي على موقع IMDb (الإنجليزية)
- لوتشو باتيستي على موقع ميوزك برينز (الإنجليزية)
- لوتشو باتيستي على موقع أول ميوزيك (الإنجليزية)
- لوتشو باتيستي على موقع ديسكوغز (الإنجليزية)
- لوتشو باتيستي على موقع قاعدة بيانات الفيلم (الإنجليزية)